# Passiflora pinnatistipula
Passiflora pinnatistipula, llamada comúnmente pasionaria en Chile, tintín en Perú o purupuru en Ecuador es una planta de la familia Passifloraceae. 

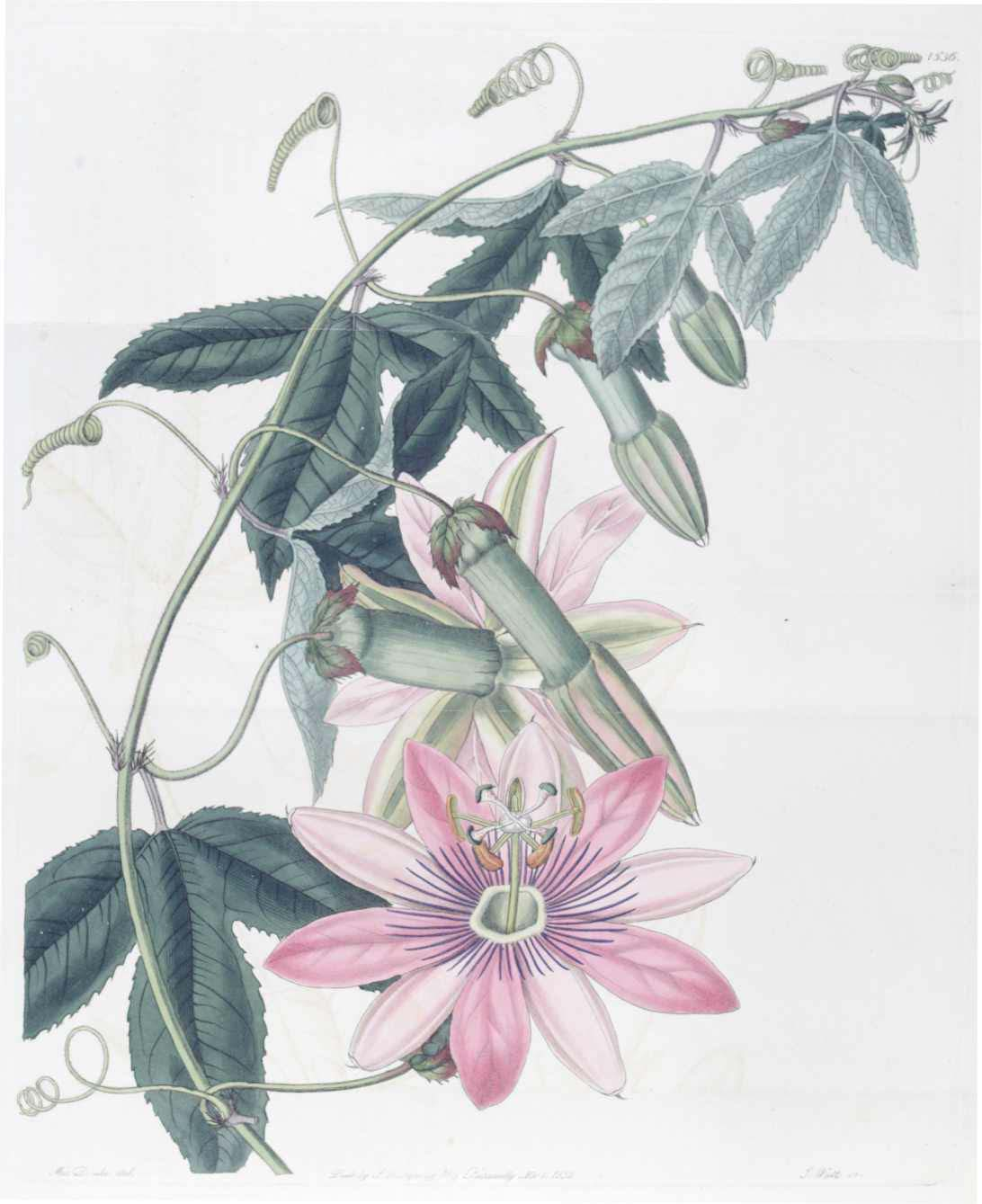
Ilustración.

## Descripción
Es una vid leñosa y trepadora de hasta 15 m de alto, con tallos de color blancuzco. Hojas trilobadas con estípulas pinnadas y márgenes cerrados, el envés es blanquecino con textura aterciopelada. Las flores, que se conocen como corona de Cristo o flor de la pasión, son rosadas, lilas o rojizas, con el envés de los pétalos tintado de blanco.
El fruto es redondo o ligeramente oblongo, con un diámetro de 4 a 6 cm, un promedio de 6 gramos de peso, con cáscara fina y dura, que pasa de verde a amarilla o púrpura al madurar. Los arilos de la pulpa son gris amarillentos a anaranjados, entre dulces y ácidos.

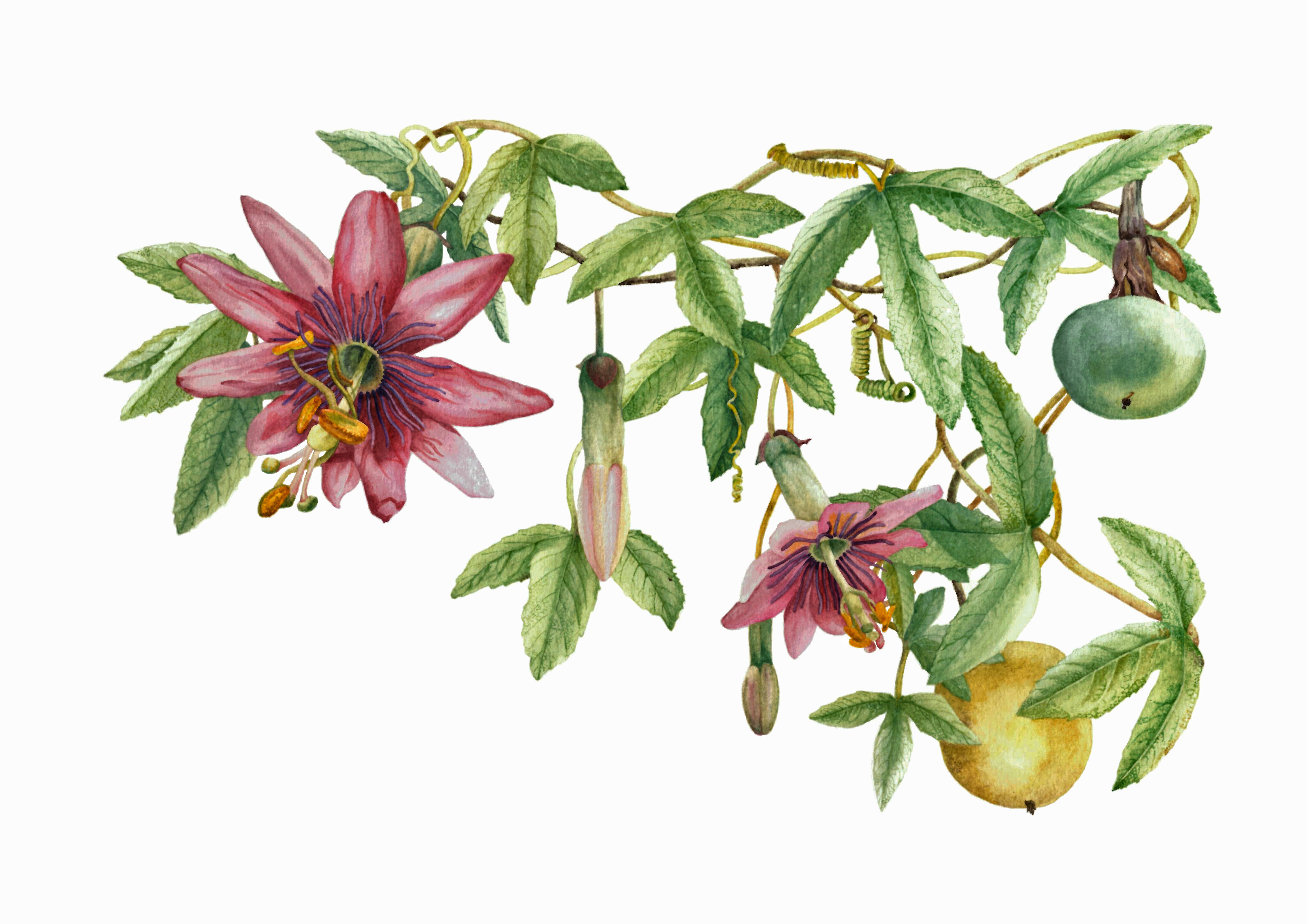
Ilustración de hojas, flor y fruto de Passiflora pinnatistipula.

## Distribución
La gulupa es originaria del norte de Brasil, el sur de Colombia  y el norte de Perú, y en la actualidad esta fruta es cultivada en cuatro continentes: África (Costa de Marfil, Kenia, isla de la Reunión, Sudáfrica y Zimbabue), América (Argentina, Brasil, Colombia, Chile, Ecuador, Paraguay, sur de Estados Unidos y Hawái), Asia (India, Indonesia, Israel, Malasia y Vietnam) y Oceanía (Australia y Nueva Zelanda). Desde mediados del siglo XVIII la gulupa es muy común encontrarla adornando parques, restaurantes y jardines botánicos en los países europeos. Esta especie se ha adaptado muy bien en las montañas de los Andes tropicales, donde puede crecer por encima de los 1.500 m snm en forma de renaturalizada (“silvestre”) y adoptada en huertos caseros, especialmente por los campesinos de la zona cafetera colombiana. Por otro lado, no existen reportes oficiales que indiquen que la especie haya sido introducida a Colombia con semilla comercial, por el contrario, existen reportes de herbarios de más de 70 años que muestran que la planta crece de forma natural en las montañas del país.
En Chile está restringida a quebradas costeras provistas de bosques entre la IV Región (provincia de Choapa) y la V Región (Provincia de Valparaíso). Aparece a una altitud de 200 a los 700 metros. Crece dentro del tipo forestal esclerófilo en asociación con Aextoxicon punctatum, Beilschmiedia miersii, Cryptocarya alba y Schinus latifolius.

## Propiedades
Sus frutos se pueden comer frescos o en jugo. Contienen fósforo, calcio, vitaminas A, B y C y además 1,5% de proteína.

## Taxonomía
Passiflora pinnatistipula fue descrita por Antonio José de Cavanilles y publicado en Icones et Descriptiones Plantarum 5: 16, t. 428. 1799.

### Etimología
Ver: Passiflora

### Sinonimia
- Passiflora pennipes Sm.
- Passiflora pinnatifolia Molina
- Passiflora pinnatistipula var. pennipes (Sm.) Mast.
- Tacsonia micradena DC.
- Tacsonia pennipes (Sm.) M.Roem.
- Tacsonia pinnatistipula (Cav.) Juss.
- Tacsonia purupuru DC. ex Mast.[5]